# Talizman (singel)
Talizman – pierwszy singel Kamila Bednarka zapowiadający album  Talizman, wyprodukowany przez Matheo. Singel otrzymał dwie nominacje do nagród  Eska Music Awards 2017 w kategorii Najlepszy Hit i Najlepsze Video.

## Lista utworów
- Digital download

1. „Talizman” – 3:11

## Notowania

### Pozycje na listach airplay
| Kraj   | Lista (2017)      | Najwyższa pozycja |
| ------ | ----------------- | ----------------- |
| Polska | AirPlay – Top     | 7                 |
| Polska | AirPlay – Nowości | 1                 |

## Teledysk
Premiera wideoklipu w serwisie YouTube odbyła się 10 stycznia 2017. Scenarzystą, reżyserem i montażem obrazu jest Michał Braum, a  autorem zdjęć – Aleksy Kubiak. Obraz powstał na Teneryfie. Wyprodukowany w Image Pro. Teledysk w kwietniu 2018 r. przekroczył 16 milionów wyświetleń.